# Катастрофа A310 под Абиджаном
Катастрофа A310 под Абиджаном — крупная авиационная катастрофа, произошедшая в воскресенье 30 января 2000 года. Авиалайнер Airbus A310-304 авиакомпании Kenya Airways выполнял плановый рейс KQ431 по маршруту Абиджан—Лагос—Найроби, но всего через 32 секунды после взлёта рухнул в Гвинейский залив. Из находившихся на его борту 179 человек (169 пассажиров и 10 членов экипажа) выжили всего 10.
Это крупнейшая авиакатастрофа в истории Кот-д’Ивуара и в истории самолёта Airbus A310.

## Самолёт
Airbus A310-304 (регистрационный номер 5Y-BEN, серийный 426) был выпущен в 1986 году (первый полёт совершил 3 июля под тестовым б/н F-WWCQ). 24 сентября того же года был передан авиакомпании Kenya Airways, в которой получил имя Harambee Star. Оснащён двумя турбовентиляторными двигателями General Electric CF6-80C2A2. На день катастрофы совершил 15 026 циклов «взлёт-посадка» и налетал 58 115 часов.

## Экипаж и пассажиры
Самолётом управлял опытный экипаж, состав которого был таким:
- Командир воздушного судна (КВС) — 44-летний Пол Мути (англ. Paul Muthee). Очень опытный пилот, проработал в авиакомпании Kenya Airways 15 лет и 9 месяцев (с 30 апреля 1984 года). Управлял самолётами Fokker F27, Fokker 50, Boeing 737-200 и Boeing 737-300. В должности командира Airbus A310 — с 20 июля 1999 года (до этого управлял им в качестве второго пилота). Налетал 11 636 часов, 1664 из них на Airbus A310 (570 из них в должности КВС).
- Второй пилот — 43-летний Лазаро Мутумби Мулли (англ. Lazaro Mutumbi Mulli). Опытный пилот, проработал в авиакомпании Kenya Airways 11 лет и 10 месяцев (с 1 марта 1988 года). Управлял самолётом McDonnell Douglas DC-9. В должности второго пилота Airbus A310 — с 11 марта 1991 года. Налетал 7295 часов, 5768 из них на Airbus A310.

В салоне самолёта работали 8 стюардесс.
| Гражданство людей на борту | Гражданство людей на борту | Гражданство людей на борту | Гражданство людей на борту |
| Гражданство                | Пассажиры                  | Экипаж                     | Всего                      |
| -------------------------- | -------------------------- | -------------------------- | -------------------------- |
| Нигерия                    | 84                         | 0                          | 84                         |
| Кения                      | 20                         | 10                         | 30                         |
| Индия                      | 8                          | 0                          | 8                          |
| Конго                      | 5                          | 0                          | 5                          |
| Уганда                     | 5                          | 0                          | 5                          |
| Мадагаскар                 | 4                          | 0                          | 4                          |
| Сенегал                    | 3                          | 0                          | 3                          |
| Того                       | 3                          | 0                          | 3                          |
| Канада                     | 2                          | 0                          | 2                          |
| Кот-д’Ивуар                | 2                          | 0                          | 2                          |
| Эфиопия                    | 2                          | 0                          | 2                          |
| Франция                    | 2                          | 0                          | 2                          |
| Гана                       | 2                          | 0                          | 2                          |
| Иран                       | 2                          | 0                          | 2                          |
| Мали                       | 2                          | 0                          | 2                          |
| Нидерланды                 | 2                          | 0                          | 2                          |
| Филиппины                  | 2                          | 0                          | 2                          |
| Руанда                     | 2                          | 0                          | 2                          |
| США                        | 2                          | 0                          | 2                          |
| Замбия                     | 2                          | 0                          | 2                          |
| Бельгия                    | 1                          | 0                          | 1                          |
| Буркина-Фасо               | 1                          | 0                          | 1                          |
| Бурунди                    | 1                          | 0                          | 1                          |
| Чад                        | 1                          | 0                          | 1                          |
| Гамбия                     | 1                          | 0                          | 1                          |
| Гвинея                     | 1                          | 0                          | 1                          |
| Ирландия                   | 1                          | 0                          | 1                          |
| Либерия                    | 1                          | 0                          | 1                          |
| Мавритания                 | 1                          | 0                          | 1                          |
| Испания                    | 1                          | 0                          | 1                          |
| Танзания                   | 1                          | 0                          | 1                          |
| Зимбабве                   | 1                          | 0                          | 1                          |
| Не указано                 | 1                          | 0                          | 1                          |
| Всего                      | 169                        | 10                         | 179                        |

## Хронология событий

Диаграмма выживших пассажиров рейса 431 в зависимости от их местонахождения

Airbus A310-304 борт 5Y-BEN должен был выполнять плановый рейс KQ431 из Абиджана (Кот-д’Ивуар) в Найроби (Кения) с промежуточной посадкой в Лагосе (Нигерия). Ранее в этот же день самолёт уже выполнил рейс из Найроби и в 15:15 приземлился в Абиджане. В 15:44 его принял новый экипаж, прибывший в аэропорт двумя днями ранее. Из-за плохой погоды в Лагосе рейс был вынужден задержаться на полчаса, вылет по плану должен был быть в 21:00. Всего на борту рейса 431 находились 10 членов экипажа и 169 пассажиров.
В 20:55:22 экипаж установил связь с диспетчерским центром аэропорта Абиджана и запросил разрешение на запуск двигателей. Это разрешение было дано, поэтому в 20:56:09 командир заявил, что контрольная карта по запуску двигателей выполнена, а в 21:00:18 передал диспетчеру, что оба двигателя успешно запущены. Далее в 21:01:07 с рейса 431 запросили разрешение следовать к началу взлётно-посадочной полосы, на что диспетчер попросил сперва подождать, а через несколько секунд дал разрешение на руление. В 21:02:33 КВС дал команду выпустить закрылки на 15°.
В 21:07:35 авиалайнер занял позицию на исполнительном старте в начале полосы, после чего диспетчер дал разрешение на взлёт по готовности и попросил доложить о достижении эшелона FL040 (1219 метров). В 21:07:45 второй пилот подтвердил получение разрешения на взлёт; это было последнее радиосообщение с борта рейса KQ431. В 21:08:08 второй пилот сообщил, что контрольная карта перед взлётом выполнена, а ВПП свободна. В 21:08:18 командир увеличил режим двигателей, а через 9 секунд сказал: 100 узлов (англ. 100 knots). В 21:08:50 КВС сообщил о достижении скорости V1 и подъёме носовой стойки шасси, а ещё через 2 секунды лайнер оторвался от ВПП.
В 21:08:57 второй пилот сообщил, что есть набор высоты, когда через 2 секунды сработала сигнализация предупреждения о сваливании. В 21:09:07 система выдала сообщение о высоте 91 метр, на что в 21:09:14 второй пилот спросил: В чём дело? (англ. What’s the problem?). Начиная с 21:09:16 речевой самописец зафиксировал последовательные сообщения от системы о высоте в 60, 30, 15, 9 и 3 метра; в 21:09:20 GPWS выдала предупреждение и почти одновременно прозвучало сообщение о высоте 15 метров. В 21:09:22 командир прокричал: Поднимайся! (англ. Go up!), но через 2 секунды (в 21:09:24) рейс KQ431 врезался в поверхность воды Гвинейского залива и полностью разрушился.
Катастрофа произошла в 2,8 километрах от ВПП аэропорта Абиджана, глубина в этом месте составляла 40-50 метров. Рыбацкие лодки устремились к месту падения лайнера и спасли, по меньшей мере, 7 человек. Всего же было спасено 12 пассажиров, но 2 из них вскоре умерли от полученных ранений. Всего в катастрофе погибли 169 человек — все 10 членов экипажа и 159 пассажиров. Выжили только 10 пассажиров, среди которых 9 получили ранения средней тяжести (у 4 из них были ожоги средней тяжести), а 1 почти не пострадал.
На 2020 год катастрофа рейса 431 остаётся крупнейшей в истории Кот-д’Ивуара и с участием Airbus A310.

## Расшифровка переговоров
Сокращения:
- КВС: Командир воздушного судна — Пол Мути
- 2П: Второй пилот — Лазаро Мутумби Мулли

| Время      |                                                              | Оригинал                                                     | Перевод                                                      |
| ---------- | ------------------------------------------------------------ | ------------------------------------------------------------ | ------------------------------------------------------------ |
| 21:08:18,1 | Возрастающий шум двигателей                                  | Возрастающий шум двигателей                                  | Возрастающий шум двигателей                                  |
| 21:08:18,4 | КВС                                                          | Thrust SRS and runway.                                       | Тяга SRS и ВПП..                                             |
| 21:08:20,8 | 2П                                                           | Checks.                                                      | Проверяет..                                                  |
| 21:08:28,7 | 2П                                                           | (нрзб)                                                       | (нрзб)                                                       |
| 21:08:29,0 | КВС                                                          | Take off power is set.                                       | Взлетная мощность установлена.                               |
| 21:08:30,4 | 2П                                                           | Okay.                                                        | Окей.                                                        |
| 21:08:37,1 | КВС                                                          | One hundred knots.                                           | Сто узлов.                                                   |
| 21:08:37,8 | 2П                                                           | Checks.                                                      | Проверяет..                                                  |
| 21:08:50,7 | КВС                                                          | V one and rotate.                                            | V один и отрыв..                                             |
| 21:08:55,1 | Слышен шум, характерный при отрыве носового шасси от ВПП     | Слышен шум, характерный при отрыве носового шасси от ВПП     | Слышен шум, характерный при отрыве носового шасси от ВПП     |
| 21:08:56,1 | Звук щелчка переключателя                                    | Звук щелчка переключателя                                    | Звук щелчка переключателя                                    |
| 21:08:56,7 | КВС                                                          | Positive.                                                    | Положительный.                                               |
| 21:08:57,2 | Звук щелчка переключателя                                    | Звук щелчка переключателя                                    | Звук щелчка переключателя                                    |
| 21:08:57,4 | 2П                                                           | Positive rate of climb, gear up.                             | Скороподъемность положительная, шасси убрать.                |
| 21:08:59,1 | Звук предупреждения о сваливании                             | Звук предупреждения о сваливании                             | Звук предупреждения о сваливании                             |
| 21:09:00,4 | (нрзб)                                                       | (нрзб)                                                       | (нрзб)                                                       |
| 21:09:03,7 | КВС                                                          | Uhhoo.                                                       | Ой ой.                                                       |
| 21:09:07,8 | Раздаётся механическое сообщение GPWS «THREE HUNDRED!»       | Раздаётся механическое сообщение GPWS «THREE HUNDRED!»       | Раздаётся механическое сообщение GPWS «THREE HUNDRED!»       |
| 21:09:10,9 | 2П                                                           | Ahhh?                                                        | А-а-ах?                                                      |
| 21:09:14,0 | 2П                                                           | What’s the problem?                                          | В чём дело?                                                  |
| 21:09:15,8 | Раздаётся механическое сообщение GPWS «TWO HUNDRED!»         | Раздаётся механическое сообщение GPWS «TWO HUNDRED!»         | Раздаётся механическое сообщение GPWS «TWO HUNDRED!»         |
| 21:09:18,5 | КВС                                                          | Silence the horn.                                            | Сними звуковой сигнал.                                       |
| 21:09:19,3 | Раздаётся механическое сообщение GPWS «ONE HUNDRED!»         | Раздаётся механическое сообщение GPWS «ONE HUNDRED!»         | Раздаётся механическое сообщение GPWS «ONE HUNDRED!»         |
| 21:09:20,9 | Раздаётся механическое сообщение GPWS «WHOOP!»               | Раздаётся механическое сообщение GPWS «WHOOP!»               | Раздаётся механическое сообщение GPWS «WHOOP!»               |
| 21:09:21,4 | Раздаётся механическое сообщение GPWS «FIFTY!»               | Раздаётся механическое сообщение GPWS «FIFTY!»               | Раздаётся механическое сообщение GPWS «FIFTY!»               |
| 21:09:22,1 | Раздаётся механическое сообщение GPWS «FORTY!»               | Раздаётся механическое сообщение GPWS «FORTY!»               | Раздаётся механическое сообщение GPWS «FORTY!»               |
| 21:09:22,5 | Раздаётся механическое сообщение GPWS «THIRTY… TWENTY… TEN!» | Раздаётся механическое сообщение GPWS «THIRTY… TWENTY… TEN!» | Раздаётся механическое сообщение GPWS «THIRTY… TWENTY… TEN!» |
| 21:09:22,5 | Продолжающийся прерывистый сигнал ЕСАМ                       | Продолжающийся прерывистый сигнал ЕСАМ                       | Продолжающийся прерывистый сигнал ЕСАМ                       |
| 21:09:22,9 | КВС                                                          | Go up!                                                       | Поднимайся!                                                  |
| 21:09:24,0 | Звук удара                                                   | Звук удара                                                   | Звук удара                                                   |
| 21:09:27,6 | Конец записи                                                 | Конец записи                                                 | Конец записи                                                 |

## Расследование
Расследование причин катастрофы рейса KQ431 проводило французское Бюро по расследованию и анализу безопасности гражданской авиации (BEA).
Согласно окончательному отчёту расследования, при наборе высоты началась тряска штурвала и раздался сигнал GPWS, предупреждая пилотов об опасности сваливания. Пилоты, действуя по инструкции, уменьшили угол тангажа отводом колонки от себя, но при этом не изменили режим работы двигателей.
На самом деле сигнал GPWS об опасности сваливания был ложным. Так как взлёт осуществлялся ночью и в сторону моря, то пилоты не смогли визуально определить своё местонахождение в пространстве и не знали, что самолёт перешёл в снижение. Сигнал GPWS об опасном сближении с землёй не был услышан, так как его заглушили сигналы о превышении скорости.